# Кавжарадзе, Левани
Левани Кавжарадзе (род. 21 июля 1996) — грузинский борец греко-римского стиля, призёр чемпионата Европы. Чемпион Европы среди молодёжи 2019 года.

## Биография
Родился в 1996 году. Борьбой активно начал заниматься с 2005 года. В 2013 году стал бронзовым призёром первенства мира среди кадетов. В 2015 году завоевал бронзовую медаль первенств Европы среди юниоров. В 2016 году серебряную медаль континентального первенства среди юниоров.
В 2019 году стал чемпионом Европы среди борцов не старше 23-х лет.
На чемпионате Европы в Бухаресте в 2019 году завоевал бронзовую медаль взрослого чемпионата.